# Карролл (Небраска)
Карролл (англ. Carroll) — селище (англ. village) в США, в окрузі Вейн штату Небраска. Населення — 191 особа (2020).

## Географія
Карролл розташований за координатами 42°16′33″ пн. ш. 97°11′27″ зх. д. / 42.27583° пн. ш. 97.19083° зх. д. (42.275777, -97.190902).  За даними Бюро перепису населення США в 2010 році селище мало площу 0,39 км², уся площа — суходіл.

## Демографія
Згідно з переписом 2010 року, у селищі мешкало 229 осіб у 99 домогосподарствах у складі 64 родин. Густота населення становила 580 осіб/км².  Було 112 помешкання (284/км²).
Расовий склад населення:
| - 96,5 % — білих - 0,4 % — азіатів - 3,1 % — осіб інших рас |

До двох чи більше рас належало 0,0 %. Частка іспаномовних становила 7,0 % від усіх жителів.
За віковим діапазоном населення розподілялося таким чином: 24,9 % — особи молодші 18 років, 51,5 % — особи у віці 18—64 років, 23,6 % — особи у віці 65 років та старші. Медіана віку мешканця становила 43,1 року. На 100 осіб жіночої статі у селищі припадало 110,1 чоловіків;  на 100 жінок у віці від 18 років та старших — 102,4 чоловіків також старших 18 років.
Середній дохід на одне домашнє господарство  становив 50 942 долари США (медіана — 38 750), а середній дохід на одну сім'ю — 60 800 доларів (медіана — 56 500). За межею бідності перебувало 13,2 % осіб, у тому числі 15,4 % дітей у віці до 18 років та 9,5 % осіб у віці 65 років та старших.
Цивільне працевлаштоване населення становило 92 особи. Основні галузі зайнятості: виробництво — 21,7 %, освіта, охорона здоров'я та соціальна допомога — 17,4 %, роздрібна торгівля — 9,8 %, фінанси, страхування та нерухомість — 9,8 %.